# Carl Franz Noack
Carl Franz Noack (auch Franz Noack; * 18. April 1855 auf der Spree nähe Trebatsch; † 24. Januar 1945 in Oldenburg) war ein deutscher Architekt, Baubeamter, Bauingenieur und Stadtplaner, der den Backstein-Stil von Conrad Wilhelm Hase förderte.

## Leben
Carl Franz Noack wurde auf dem Schiff des Schiffers, Eigners und Handelmannes Friedrich Wilhelm Noack (1820–1871) und der Johanna Rahel geborene Zschuppe (1827–1871) geboren. Nach dem Besuch der Volks-, Mittel- und Höheren Bürgerschule in Fürstenwalde folgte eine einjährige Lehre in der Schlosserei H. Tietz und der Besuch des Technikums in Frankenberg von 1871 bis 1875, der ihm durch einen kleinen Erbteil ermöglicht wurde, nachdem beide Eltern 1871 kurz nacheinander verstorben waren. In Frankenberg ließ sich Noack zum Wasser-, Straßen- und Eisenbahntechniker ausbilden.
Seine ersten praktischen Erfahrungen machte er als Ingenieurassistent bei der in Böhmen ansässigen Zbirower Gewerksbahn, um nach seinem Militärdienst von 1876 bis 1877 in Berlin seine nächste Anstellung bei dem im Eisenbahnbau tätigen Bauunternehmen Krause in Küllstedt, ab 1877 in den Staatsdienst der Königlichen Eisenbahndirektion Frankfurt, am gleichen Ort einzutreten. Parallel dazu erwarb er die Hochschulreife und studierte von 1878 bis 1879 an der Technischen Hochschule in Karlsruhe.
Der Beschäftigung bei der am Bau der Kraichgautalbahn beteiligten Kommanditgesellschaft Philipp Holzmann & Cie. folgte ein weiteres Studium von 1878/79 bis 1882 an der Technischen Hochschule Hannover und unmittelbar darauf die Tätigkeit als Bauingenieur beim Bauamt der Stadt Chemnitz bis 1885.
Am 13. Januar 1885 wurde Noack zum Stadtbaumeister in Oldenburg ernannt. Kurze Zeit später gehörte er bereits dem Preisrichterkollegium für den Rathausneubau an und leitete die Ausschreibung des Architektenwettbewerbs. Nach dem preisgekrönten Entwurf der Berliner Architekten Holst & Zaar leitete er auch das Bauvorhaben, das er in zahlreichen Einzelheiten beeinflusste. Als Entwurfsarchitekt leitete er mehrere Schulbauten sowie den zweiten Abschnitt der Häuser der Klävemann-Stiftung in Nadorst. Architektonisch und technisch gilt der Wiederaufbau des im November 1891 abgebrannten Theaters in den Jahren 1891 bis 1893 als Noacks Hauptwerk, wobei der aus Chemnitz engagierte Architekt Paul Moritz Zimmer als Bauleiter tätig war.
Carl Franz Noacks Tätigkeit als Stadtbaumeister in Oldenburg sind weiterhin u. a. verbunden mit der Einrichtung einer neuzeitlichen Abfallbeseitigung, Kanalisation mit Kläranlage, Schlachthof und Wasserleitungen. Weitere wegweisende Maßnahmen waren der Anschluss des städtischen Hafens und der unteren Hunte an die von Ludwig Franzius durchgeführte Weserregulierung 1895 und den in dieser Zeit bereits 1891 entwickelten Gedanken eines Außenhafens, der Ende des 20. Jahrhunderts durch den "Osthafen" verwirklicht wurde, und die Gestaltung des Dobbenviertels.
Der 1904 durch die Stadtverwaltung erfolgten Wahl zum Magistratsrat auf Lebenszeit folgte 1912 die Ernennung zum Stadtbaurat durch Friedrich August von Oldenburg und 1929 die Straßenbenennung „Noackstraße“. Noack trat am 1. April 1924 in den Ruhestand, leitete aber noch bis 1929 den städtischen Tiefbau und bis Ende 1939 kleinere städtische Einrichtungen.

## Familie
Am 28. Dezember 1887 heiratete er in Chemnitz die aus Einsiedel bei Chemnitz stammende Tochter des Strumpffabrikanten Ernst Theodor Uhlig (1819–1897), Anna Pauline Uhlig (1861–1938).

## Werk
- 1885–1886: Stadtmädchenschule A, an der Brüderstraße 23 in Oldenburg und 2007/8 zu einem Wohnhaus umgebaut
- 1886–1888: Ausführung des neuen Rathauses am Markt 1 in Oldenburg nach den Plänen der Architekten Carl Zaar und Johann Mathias von Holst
- 1887–1903: "Klävemann-Siedlung" der Klävemann-Stiftung in Oldenburg
  - 1887: erster Bauabschnitt an der Unterstraße in Oldenburg
  - 1881–1892: zweiter Bauabschnitt an der Nardoster Straße und dem Scheideweg in Oldenburg
  - 1896: dritter Bauabschnitt am Stiftsweg in Oldenburg
  - vierter Bauabschnitt an der Donnerschweer Straße in Oldenburg
- 1888–1889: Neubau der "Volksknabenschule" (1925 in "Heiligengeisttorschule" umbenannt) an der Ebnerstraße 8 in Oldenburg (mit dem Architekten Hermann Ramien)
- 1889–1890: Stadtmädchenschule B an der Milchstraße in Oldenburg
- 1892–1893: Wiederaufbau des Großherzoglichen Theaters am Theaterwall 28 in Oldenburg (mit dem Architekten Paul Moritz Zimmer)
- 1895–1896: Schlachthof am Stau in Oldenburg[2] der 1983 seinen Betrieb einstellte und niedergelegt wurde
- 1896: Entwurf zur Kaserne an der Kortlangstraße der nicht ausgeführt wurde
- 1898–1899: Stadtknabenschule B an der Gertrudenstraße 25 in Oldenburg und in "Grundschule Röwekamp" umbenannt (mit Heinrich Weber)
- 1901–1902: Turnhalle an der Ehnernstraße 6 in Oldenburg und ist zugehöriger Hort der "Heiligengeisttorschule" (mit Stadtbauführer Heinrich Weber)
- 1906: "Städtische Flußbadeanstalt für Männer" an der Hunte in Oldenburg (mit Stadtbauführer Heinrich Weber)
- 1913: "Städtische Flußbadeanstalt für Frauen " an der Hunte in Oldenburg (mit Stadtbauführer Heinrich Weber)
- 1915: Bogenbrücke über die Dobbenteiche an der Ratsherr-Schulze-Straße in Oldenburg. Die Wiederherstellung erfolgte 1982 bis 1983.